# Giáo hoàng Biển Đức XVI
Biển Đức XVI (cách phiên âm tiếng Việt khác là Bênêđictô XVI hay Bênêđitô, xuất phát từ Latinh: Benedictus; tên khai sinh là Joseph Aloisius Ratzinger; 16 tháng 4 năm 1927 – 31 tháng 12 năm 2022) là giáo hoàng thứ 265 của Giáo hội Công giáo Rôma, tại vị từ năm 2005 đến năm 2013. Ông được bầu làm giáo hoàng trong Mật nghị Hồng y vào ngày 19 tháng 4 năm 2005. Thánh lễ đăng quang, có tên chính thức là Thánh lễ Khai mạc Sứ vụ Mục Tử Toàn thể Hội Thánh, được tổ chức ngày 24 tháng 4, và nhận ngai tòa giám mục tại Vương cung thánh đường Thánh Gioan Latêranô ngày 7 tháng 5 năm 2005.
Biển Đức XVI theo khuynh hướng thần học, nỗ lực giảng dạy và bảo vệ các giá trị truyền thống, các giá trị giáo lý Công giáo. Vào thời điểm bầu làm Giáo hoàng, ông cũng là Hồng y Niên trưởng của Hồng y đoàn, tham gia quán xuyến các công việc của giáo hội trong thời gian chuyển tiếp (trống tòa).
Trong triều đại của mình, Biển Đức XVI đang nhấn mạnh một ước vọng để châu Âu quay trở về các giá trị cơ bản của Kitô giáo, phản ứng trước các khuynh hướng bài Kitô giáo và chủ nghĩa thế tục đang ngày một gia tăng ở nhiều quốc gia phát triển. Ông cũng đã phục hồi một số truyền thống, và đặc biệt là làm cho các Thánh lễ Tridentine có được một vị trí nổi bật hơn trong phụng vụ.
Giáo hoàng Biển Đức XVI cũng là người sáng lập và bảo trợ của Tổ chức Ratzinger, một tổ chức từ thiện quyên góp tiền từ việc bán sách và các bài luận, văn bản của giáo hoàng để lập quỹ học bổng cho sinh viên trên toàn thế giới.
Giáo hoàng Biển Đức XVI không tránh khỏi những sự chỉ trích. Phong cách làm việc cứng rắn, tư duy bảo thủ, thái độ không khoan nhượng với các tư tưởng ly khai đã khiến ông nhận phải các biệt danh khó nghe như "Hồng y Thiết giáp" (Panzerkardinal), "Con chó dữ của Vatican", "Người thẩm tra Vĩ đại". Tuy nhiên, uy tín của ông lại rất cao đối với các chức sắc bảo thủ của giáo hội; ông được ca ngợi là "Người ngăn chặn dị giáo từ năm 1981".
Được coi là một người bảo thủ, nhưng Giáo hoàng Biển Đức XVI đã có một số bước đi được đánh giá là mềm dẻo và linh hoạt hơn giáo hoàng tiền nhiệm, tỉ như ông là giáo hoàng đầu tiên nói về khả năng sử dụng bao cao su, dù chỉ trong những trường hợp cụ thể như với một người bị nhiễm AIDS, cố tránh việc rao giảng đạo đức mà thay bằng các bài nói chuyện mang tính cá nhân về đức tin. Ông cũng là giáo hoàng đầu tiên mở tài khoản Twitter và tuyên bố giáo hội sẽ bị bỏ lại phía sau nếu không bắt kịp thời đại. Năm 2008, ông trở thành giáo hoàng đầu tiên bày tỏ "sự hổ thẹn" vì những vụ xâm hại và đã gặp các nạn nhân. Nhưng ông cũng bị chỉ trích vì không thừa nhận quy mô của vụ việc trong suốt 24 năm trước đó khi là người đứng đầu Thánh bộ Giáo lý Đức tin, cơ quan lý luận nòng cốt của Tòa Thánh. Có ý kiến tố cáo rằng giáo hoàng đã buộc các thuộc cấp phải giữ im lặng về những việc làm sai trái của các linh mục, tạo nên một "bức tường im lặng" khuyến khích việc lạm dụng tình dục trẻ em tại các cơ sở Công giáo, nhưng Linh mục Federico Lombardi, phát ngôn viên chính thức của Vatican đã lên tiếng đả kích điều mà họ gọi là những mưu toan nhằm kết nối Giáo hoàng Biển Đức XVI với vụ tai tiếng đó.
Tuy nhiên, triều đại của Biển Đức XVI cũng trải qua những sóng gió và bất ổn liên quan đến các mâu thuẫn sâu sắc về đường lối hoạt động giữa phe bảo thủ - đứng đầu bởi chính giáo hoàng - và phe cải cách, đồng thời cũng được đánh dấu bằng nhiều sự kiện "nhức nhối" gây ảnh hưởng tiêu cực đến uy tín Tòa thánh và giáo hoàng, tỉ như một số tuyên bố gây xúc phạm Hồi giáo, sự kiện các chức sắc cao cấp dính dáng đến bê bối xâm hại tình dục, việc giải vạ rút phép thông công cho một nhóm giáo sĩ cực đoan có các phát biểu bài Do Thái, vụ mâu thuẫn về nhân sự của IOR, và đặc biệt là vụ Vatileaks. Ông Georg Ratzinger, anh trai của Giáo hoàng, đã nhận định rằng những năm cầm quyền của Biển Đức XVI là rất khó khăn với nhiều vấn đề phát sinh trong nội bộ Vatican, như là những mâu thuẫn, rạn nứt giữa các chức sắc tôn giáo và vụ Vatileaks tai tiếng, những điều đó đã gây nhiều ảnh hưởng tiêu cực đến sức khỏe của giáo hoàng. Bản thân giáo hoàng cũng cảnh báo nguy cơ nội tại của Vatican có thể sẽ làm "hư hại bộ mặt của giáo hội".
Ngày 11 tháng 2 năm 2013, Giáo hoàng Biển Đức XVI tuyên bố sẽ từ chức Giám mục Rôma, Giáo hoàng Giáo hội Công giáo kể từ ngày 28 tháng 2 năm 2013. Theo thông cáo chính thức, giáo hoàng từ nhiệm với lý do tuổi cao và sức khỏe sa sút.
Tuy nhiên, các tờ báo như The Independent, Guardian, Daily Mail có ý nghi ngờ việc Biển Đức XVI từ chức cũng có thể có liên quan đến vụ Vatileaks và những tranh chấp quyền lực gay gắt trong nội bộ Vatican. Phía Vatican tuyên bố sẽ không có bất cứ bình luận gì về vụ việc này. Trong cuốn sách phát hành ngày 9 tháng 9 năm 2016, Giáo hoàng đã phủ nhận chuyện này, và cho là vấn đề đã được giải quyết hoàn toàn.

## Tổng quan
Giáo hoàng Biển Đức XVI được bầu làm giáo hoàng ở tuổi 78 và là người Đức thứ chín được bầu làm giáo hoàng. Ông là người cao tuổi nhất được bầu làm giáo hoàng kể từ đời Cố Giáo hoàng Clement XII (1730-40). Ông tiếp nối tông hiệu của Giáo hoàng Biển Đức XV (một người Ý) trị vì từ 1914-1922 trong suốt Chiến tranh thế giới thứ nhất.
Sinh năm 1927 tại thành phố Marktl am Inn, tiểu bang Bayern nước Đức, Ratzinger đã có một sự nghiệp nghiên cứu chuyên sâu cấp quốc tế, đảm nhận chức vụ giáo sư thần học tại một số trường đại học ở Đức. Ông được Giáo hoàng Phaolô VI bổ nhiệm làm Tổng giám mục Chính tòa München và Freisingvào năm 1977 và được phong tước hồng y ngay trong năm này. Năm 1981, ông làm Tổng trưởng Thánh bộ Giáo lý Đức tin - một trong những cơ quan quan trọng nhất của Giáo triều Rôma. Năm 1998, ông được bầu làm Phó Niên trưởng Hồng y Đoàn.
Ngay cả trước khi trở thành giáo hoàng, Ratzinger đã là một trong những người có ảnh hưởng nhất trong Giáo triều Rôma, và là người thân cận của Giáo hoàng Gioan Phaolô II. Trên cương vị Hồng y Niên trưởng của Hồng y Đoàn, ông đã chủ tế tang lễ của Giáo hoàng Gioan Phaolô II và Thánh lễ khai mạc Mật nghị Hồng y 2005 mà sau đó ông đã được bầu chọn. Trong thời khắc này, ông kêu gọi các hồng y giữ vững các giáo lý, giáo luật và đức tin Công giáo. Ông cũng là gương mặt nổi bật của giáo hội trong thời gian trống tông tòa (vacante sede), mặc dù trên thực tế, ông không thể ngang bằng chức vị với Hồng y thị thần (camerlengo) trong thời gian đó. Giống như người tiền nhiệm của ông, Biển Đức XVI luôn khẳng định các Giáo lý Công giáo truyền thống.
Ngoài tiếng Đức mẹ đẻ, Biển Đức XVI nói lưu loát tiếng Ý, tiếng Pháp, tiếng Anh, tiếng Tây Ban Nha, tiếng Latinh và có thể nói tương đối tiếng Bồ Đào Nha. Ông có thể đọc Kinh Thánh cổ ngữ bằng tiếng Hy Lạp và tiếng Do Thái. Ông chơi được dương cầm và có sở thích nhạc Mozart và Bach.

## Tiểu sử

### Tuổi thơ và gia đình

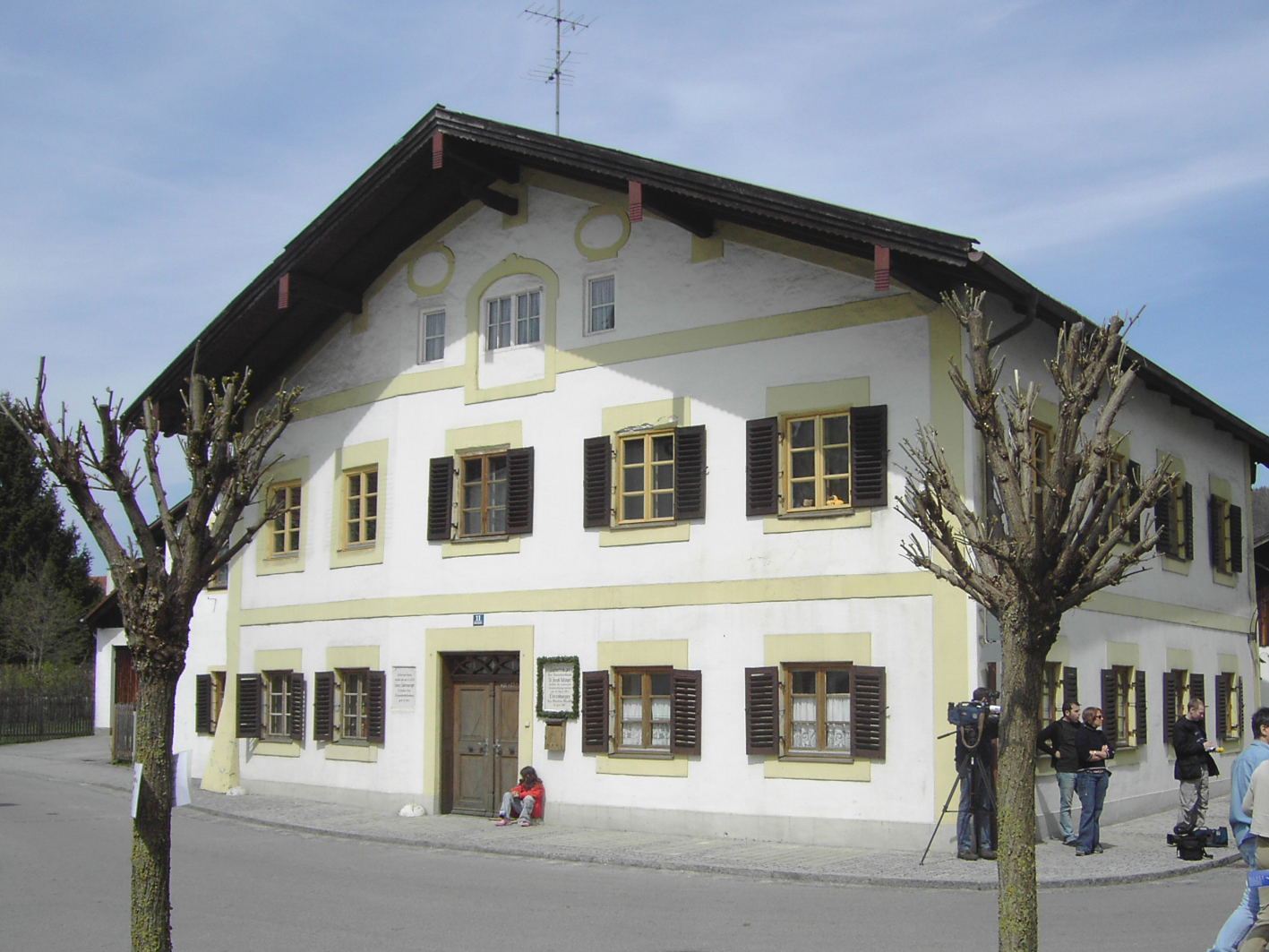
Ông Ratzinger sinh tại nhà ở Marktl am Inn

Giáo hoàng Biển Đức XVI tên khai sinh là Joseph Alois Ratzinger. Ông sinh ngày 16 tháng 4 năm 1927 tại thành phố Marktl am Inn, tiểu bang Bayern nước Đức và được rửa tội cùng ngày. Ông là con út trong gia đình có ba người con. Cha ông là Joseph Ratzinger, một sĩ quan cảnh sát và mẹ là Maria Ratzinger (nhũ danh Peintner). Người anh ruột tên là Georg Ratzinger, là một linh mục hiện đã qua đời, trong khi chị gái là Maria Ratzinger, sống độc thân cùng với gia đình cho đến lúc mất vào năm 1991.

### Tiến trình học tập và nghiên cứu
Sau sinh nhật tuổi 14 của mình, ông gia nhập tổ chức Đoàn Thanh niên Hitler – một dạng tổ chức cưỡng bách tham gia của Đức Quốc xã cho các thiếu niên Đức tuổi 14 từ sau tháng 12 năm 1939. Ông phục vụ trong quân ngũ với tư cách quân nhân dự bị trong lực lượng phòng không Đức Quốc xã (Luftwaffenhelfer) vào những tháng sau cùng của Chiến tranh thế giới thứ hai. Tuy nhiên sau đó Ratzinger cho rằng Hitler là kẻ thù của chúa Giêsu, đào ngũ trở về gia đình khi chiến tranh gần kết thúc; song ông đã bị quân Đồng minh bắt giữ làm tù binh trong một thời gian rất ngắn trong năm 1945.
Sau khi hồi hương năm 1945, hai anh em Ratzinger đã gia nhập Chủng viện Thánh Micae ở Traunstein, sau đó theo học tại Đại học Ludwig-Maximilian ở München. Từ năm 1946, ông học về triết học và thần học tại Đại học München, rồi học cao học tại Freising. Hai anh em Ratzinger cùng được Hồng y Michael von Faulhaber München phong chức linh mục vào ngày 29 tháng 6 năm 1951. Năm 1953, ông nhận bằng tiến sĩ về thần học với đề tài mang tên: "Dân Chúa trong học thuyết của Thánh Augustinô về Giáo hội". Đề tài được hoàn thành vào năm 1957 và ông trở thành một giáo sư của trường Cao đẳng Freising vào năm 1958.
Năm 1959, Ratzinger làm giáo sư tại Đại học Bonn; bài giảng đầu tiên của ông là "Thiên Chúa của Đức tin và Thiên Chúa của Triết học". Năm 1963, ông chuyển sang Đại học Münster. Trong thời gian này, Ratzinger có tham gia Công đồng Vaticano II (1962–1965) trên cương vị cố vấn thần học của Hồng y Josef Frings, Giám mục Chính tòa Cologne. Ông được xem là một nhà cải cách, hợp tác với các nhà thần học hiện đại cấp tiến như Hans Küng và Edward Schillebeeckx. Ông ngưỡng mộ Karl Rahner S.J., một nhà thần học nổi tiếng trong các đề xuất cải cách giáo hội. Năm 1966, Joseph Ratzinger được bổ nhiệm làm Trưởng khoa Thần học tín lý tại Đại học Tübingen và trở thành đồng nghiệp của Hans Küng.
Trong những năm công tác tại Đại học Tübingen, Ratzinger công khai bài viết cho tạp chí cải cách thần học Concilium, mặc dù càng về sau, ông ít viết về chủ đề cải cách hơn những người đóng góp khác cho tạp chí như Hans Küng và Edward Schillebeeckx. Ratzinger liên tục tham gia vào các công việc của Công đồng Vatican II, trong đó có Tuyên ngôn Nostra Aetate (Thời đại Chúng ta), các văn kiện về tôn trọng các tôn giáo khác, đại kết, tuyên bố các quyền tự do tôn giáo. Về sau, khi làm việc trong Thánh bộ Giáo lý Đức tin, Ratzinger đã có nhiều cố gắng đưa Công giáo tham gia vào các cuộc đối thoại đại kết Kitô giáo.

### Tổng Giám mục - Hồng y
Ngày 24 tháng 3 năm 1977, Ratzinger được bổ nhiệm làm Tổng Giám mục Tổng giáo phận München và Freising. Ông lấy khẩu hiệu trích từ Tân Ước, Thư thứ ba của Gioan Cooperatores Veritatis (Đồng hành cùng chân lý), sau này ông có đề cập trong tự truyện của mình. Trong hội nghị ngày 27 tháng 6, ông được Giáo hoàng Phaolô VI phong làm Hồng y linh mục hiệu tòa Santa Maria Consolatrice al Tiburtino. Thời gian Mật nghị năm 2005, ông là một trong 14 hồng y do Giáo hoàng Phaolô VI phong, và là một trong ba người dưới 80 tuổi. Trong số này, chỉ có ông và William Wakefield Baum có quyền tham gia mật nghị.

### Tổng trưởng Thánh bộ Giáo lý Đức tin
Ngày 25 tháng 11 năm 1981, Giáo hoàng Gioan Phaolô II bổ nhiệm ông làm Tổng trưởng Thánh bộ Giáo lý Đức tin, trước đây được gọi là Thánh bộ Thánh vụ; ông thôi chức Tổng giám mục Chính tòa München đầu năm 1982. Ông tiếp tục được phong tước hồng y, trở thành Hồng y đẳng giám mục Hiệu tòa Velletri-Segni năm 1993, Phó Niên trưởng Hồng y đoàn năm 1998 và Niên trưởng Hồng y đoàn vào năm 2002. Trên cương vị này, Ratzinger hoàn thành vai trò tổ chức của mình để bảo vệ và tái khẳng định giáo lý Công giáo, bao gồm việc giảng dạy về các chủ đề trọng tâm của Công giáo như ngừa thai, đồng tính luyến ái và cuộc đối thoại liên tôn.
Từ khi đứng đầu Thánh bộ Giáo lý Đức tin, Ratzinger trở thành bàn tay sắt của Giáo hội Công giáo và là một trợ thủ đắc lực của Cố Giáo hoàng Gioan Phaolô II. Ông là tác giả của nhiều ý kiến và phát biểu gây sóng gió bậc nhất trong giáo hội, phần lớn là theo ý kiến bảo thủ và gìn giữ các truyền thống của Giáo hội. Ông từng cách chức nhà thần học Charles Curran vì cho rằng Curran có tư tưởng chống đối, trừng phạt những nhà thần học khai phóng vì cho rằng họ có thiên hướng Mácxít, cấm việc viết lại Kinh thánh theo ngôn ngữ xưng hô cho cả nam lẫn nữ, nghiêm khắc yêu cầu linh mục phải giữ đức khiết tịnh, phản đối ngừa thai và cấm phong chức linh mục cho nữ giới. Ông còn tuyên bố nhạc rock là "phương tiện phản tôn giáo", chỉ trích những ai nỗ lực tìm những ý niệm ủng hộ chủ nghĩa nữ quyền trong Kinh Thánh và cho phép các giám mục Hoa Kỳ từ chối ban Bí tích Thánh Thể cho những người ủng hộ quyền phá thai và quyền an tử. Tư tưởng cứng rắn của Hồng y Ratzinger khiến ông phải hứng chịu nhiều sự chỉ trích nhưng nhờ đó ông nhận được sự ủng hộ mạnh mẽ của các chức sắc bảo thủ. Bản thân Giáo hoàng Gioan Phaolô II cũng rất tin tưởng Ratzinger. Năm 1997, Hồng y Ratzinger đã chỉ trích phong trào Phật giáo giả mạo, cho rằng "phong trào Phật giáo [giả mạo] thu hút con người vì nó cho người ta thấy họ có thể tiếp cận cái vô tận, tiếp cận sự hạnh phúc mà không phải chịu một ràng buộc tôn giáo rõ ràng nào, tự như một thú tự dâm tâm linh."
| “                                                               | "Quả là khó tìm một vụ gây tranh cãi nào trong Giáo hội Công giáo suốt 20 năm qua mà không liên quan đến Hồng y Joseph Ratzinger ... Ông và Đức Gioan Phaolô II đều quả quyết rằng mọi ý tưởng đều có giá trị, và riêng Hồng y Ratzinger đã đeo đuổi và ra sức đấu tố bất kỳ một ý tưởng nào mà ông cho là nguy hiểm." | ” |
| — John L. Allen Jr., phóng viên của National Catholic Reporter, | |   |

| “                                                       | Nếu như Đức Thánh Cha cứ hành xử cách cương quyết như hồi ngài còn làm Hồng y, tôi thiết nghĩ Giáo hội của chúng ta sẽ trở nên phân cực ... Ngài từng nói rằng bản thân ngài muốn thấy một Giáo hội nhỏ hơn nhưng thanh sạch hơn. | ” |
| — David Gibson – cựu phóng viên Đài phát thanh Vatican, | |   |

## Giáo hoàng

### Bầu chọn

#### Nhận định
Ngày 2 tháng 1 2005, tạp chí Time trích dẫn các nguồn không rõ từ Vatican nói rằng Ratzinger là một ứng cử viên lớn để kế vị Giáo hoàng Gioan Phaolô II. Tháng 4 năm 2005, trước khi bầu làm giáo hoàng, ông được nhận định là một trong 100 người có ảnh hưởng nhất trên thế giới cũng bởi tạp chí này. Sau Gioan Phaolô II qua đời, Financial Times đã cho tỷ lệ cược Ratzinger trở thành Giáo hoàng là 7-1, vị trí dẫn đầu. Nhưng trong khi còn ở Bộ Giáo lý Đức Tin, Ratzinger nhiều lần tuyên bố ông muốn nghỉ hưu để về quê nhà của ông ở làng Bavarian để viết sách. Trong lịch sử, rất hiếm khi các dự đoán về vị Giáo hoàng tương lai được đưa ra lại đúng với sự thật, nhưng năm 2005 nó đã đúng.

#### Được chọn

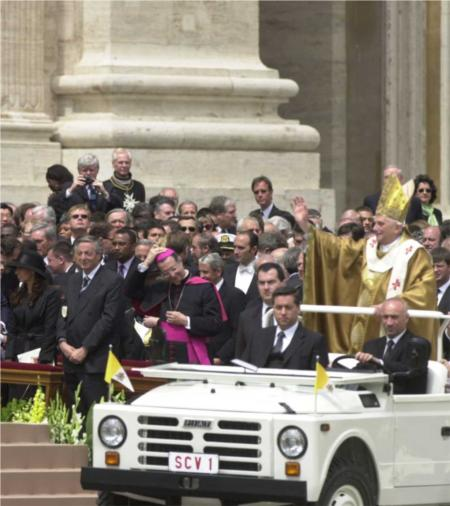
Chuyến diễu hành đầu tiên của giáo hoàng Biển Đức XVI

Ngày 19 tháng 4 năm 2005, Hồng y Ratzinger được bầu làm người kế vị Giáo hoàng Gioan Phaolô II trong ngày thứ hai của Mật nghị Hồng y. Hồng y Ratzinger đã mong muốn nghỉ hưu một cách an bình và nói [đại ý] rằng: "Lúc ấy, tôi cầu nguyện với Thiên Chúa rằng 'xin Người đừng làm điều này với con [...] rõ ràng, Người đã không lắng nghe tôi". Thật trùng hợp, ngày 19 tháng 4 cũng là lễ Thánh Lêô IX, vị giáo hoàng nổi bật thời Trung Cổ, nổi tiếng với những cải cách lớn trong suốt triều đại của ông.
Khi trở thành giáo hoàng, trước lúc xuất hiện với công chúng lần đầu tiên tại ban công Nhà thờ Thánh Phêrô, ông đã được xướng tên bởi Hồng y Thị thần Jorge Medina Estévez. Vị hồng y này công bố với đám đông lớn trước quảng trường với cụm từ "anh chị em thân mến" bằng tiếng Ý, Tây Ban Nha, Pháp, Đức và tiếng Anh trước khi tiếp tục với thông báo truyền thống "Habemus Papam" bằng tiếng Latinh.
Tại ban công, Biển Đức bước ra trước đám đông, nói tiếng Ý trước khi nghi thức truyền thống Urbi et Orbi bằng tiếng Latin:
| “ | Anh chị em thân mến, sau Đức Giáo hoàng vĩ đại Gioan Phaolô II, các Hồng y đã chọn tôi, một người làm công đơn sơ và khiêm nhường trong vườn nho của Chúa. Sự thực là Thiên Chúa có thể làm việc và hành động bằng những phương tiện thiếu thốn làm tôi được an ủi, và trên tất cả tôi tín thác thân tôi vào lời cầu nguyện của anh chị em. Trong sự hân hoan của niềm vui Chúa Phục Sinh, chúng ta tiếp tục đi theo sự giúp đỡ của Người. Người sẽ giúp đỡ chúng ta và Đức Mẹ Maria sẽ luôn ở bên chúng ta. Xin cảm ơn. | ” |

Ngày 24 tháng 4, ông tổ chức Thánh lễ Đăng quang tại Quảng trường Thánh Phêrô, nhận Dây Pallium và Nhẫn Ngư phủ - thủ tục chính thức lên ngôi Giáo hoàng thứ 265. Ngày 7 tháng 5, ông nhận tông tòa tại nhà thờ Thánh Gioan Latêranô.

### Tông hiệu
Ratzinger chọn tông hiệu là Benedictus, tiếng Latin có nghĩa là "sự may mắn" và hơn hết là danh dự của cả Giáo hoàng Biển Đức XV và Thánh Biển Đức thành Nursia. Biển Đức XV làm giáo hoàng trong thời Chiến tranh thế giới thứ nhất, ông đã tích cực góp phần vào những cố gắng ngoại giao để cuộc chiến chấm dứt và hoà bình. Thánh Benedict Nursia là người sáng lập Dòng Biển Đức. Biển Đức XVI đã giải thích sự lựa chọn đó của mình tại Quảng trường Thánh Phêrô, vào ngày 27 tháng 4 năm 2005:
| “ | Trong tâm tình kính nhớ và tạ ơn, tôi muốn nói về lý do tại sao tôi chọn tông hiệu Biển Đức. Trước hết, tôi nhớ đến Đức Giáo hoàng Biển Đức XV, vị tiên tri can đảm cho hòa bình, người đã dẫn đắt Giáo hội qua các thời kỳ hỗn loạn của chiến tranh. Trong bước chân của Ngài, tôi đặt sứ vụ của tôi để phục vụ sự hòa giải và hòa hợp giữa các dân tộc. Ngoài ra, tôi nhớ đến Thánh Benedict thành Nursia, đồng bổn mạng của châu Âu, cuộc sống Ngài đã gợi lên gốc rễ Kitô giáo của châu Âu. Tôi nguyện xin Ngài giúp tất cả chúng ta giữ vững chắc Chúa Kitô làm trung tâm trong đời sống Kitô giáo của chúng ta: Ước mong Chúa Kitô luôn luôn dẫn lối trong suy nghĩ và hành động của chúng ta. | ” |

### Phong cách

#### Phong thánh
Ngày 9 tháng 5 năm 2005, Biển Đức XVI bắt đầu quá trình vinh hiển cho người tiền nhiệm của ông, Giáo hoàng Gioan Phaolô II. Thông thường, đối với một người nào đó, phải qua 5 năm sau khi chết mới có thể bắt đầu quá trình vinh hiển. Tuy nhiên, vẫn có "hoàn cảnh đặc biệt", trong đó nói rằng thời gian chờ đợi như vậy có thể được miễn và Biển Đức XVI đã áp dụng như thế cho cố Giáo hoàng Gioan Phaolô II.

### Công du

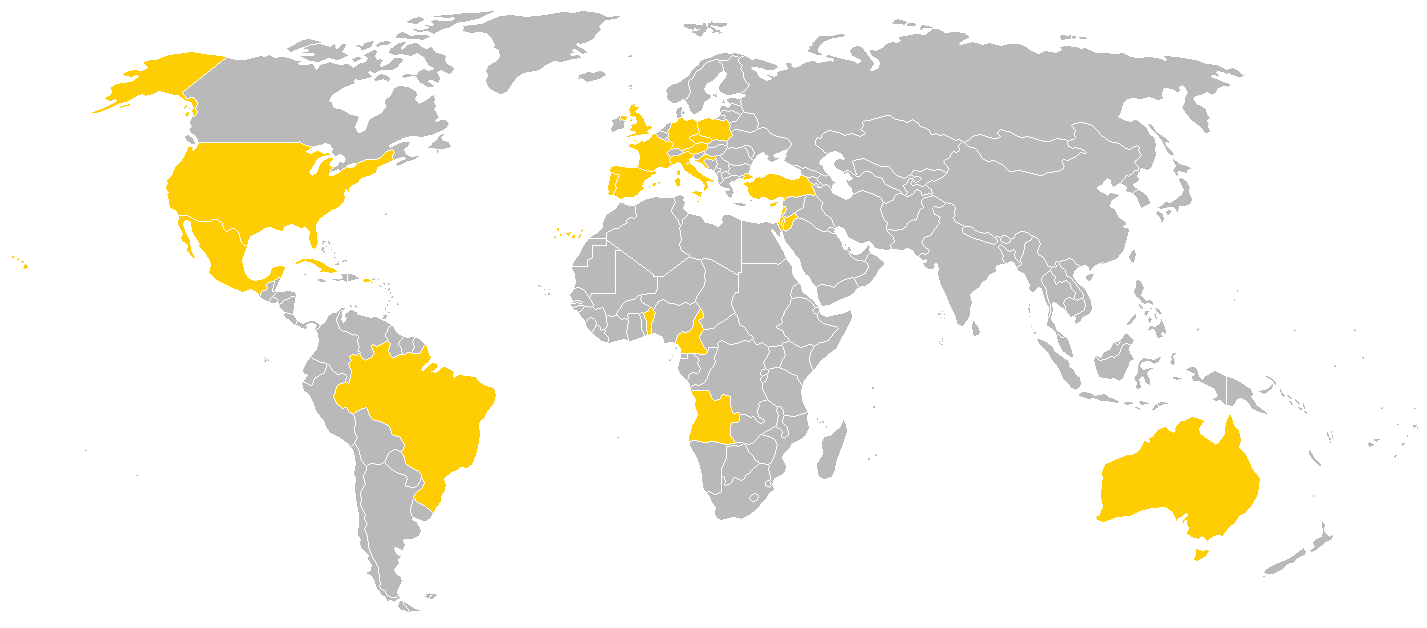
Các quốc gia mà Biển Đức XVI đã công du trong triều đại của ông

Giáo hoàng Biển Đức XVI không tích cực trong việc đi viếng thăm các quốc gia khác bằng người tiền nhiệm của ông, Gioan Phaolô II, nhưng ông cũng đã thực hiện một số chuyến đi ra nước ngoài. Hầu hết các chuyến đều liên quan đến các vấn đề của giáo hội.
Ba năm đầu của triều đại, ông đi ra nước ngoài nhiều hơn. Ngoài các chuyến đi đến Ý, ông đã hai lần về thăm nước Đức quê nhà, một lần cho Ngày Giới trẻ Thế giới và một lần về thị trấn thời thơ ấu của ông. Ông cũng đã viếng thăm Ba Lan và Tây Ban Nha, nơi ông đã nhận được nhiều tình cảm. Trong chuyến tới Thổ Nhĩ Kỳ, một quốc gia đa số theo Hồi giáo, ông đã có một bài giảng tại Regensburg gây tranh cãi từ phía người Hồi giáo khiến họ nổi lên làn sóng biểu tình và các quốc gia Hồi giáo khác phản ứng. Tuy nhiên, chuyến đi cũng đã thực hiện một tuyên bố chung với Thượng phụ Đại kết Bartholomew I trong một nỗ lực hàn gắn giữa Công giáo và Chính Thống giáo.
Trong hơn 600 ấn phẩm đã được xuất bản của ông, tiêu biểu có "Nhập môn Kitô giáo" (Introduction to Christianity), xuất bản năm 1968, "Tín lý và Mạc khải", một hợp tuyển các suy tư, bài giảng và tiểu luận dành riêng cho việc mục vụ xuất bản năm 1973.

### Chống nạn đói
Ngày 16 tháng 10 năm 2009, Biển Đức XVI nói thế giới phải có hành động "quyết liệt và hiệu quả" chống lại nạn đói sau khi cuộc khủng hoảng kinh tế toàn cầu đẩy hàng ngũ những người thiếu ăn lên tới một mức kỷ lục là 1 tỉ người. Những nước đang phát triển cần đầu tư nhiều hơn, đặc biệt là trong nông nghiệp, để bảo đảm người dân của họ không bị đói, Biển Đức XVI nói trong một thông điệp gửi tới Tổ chức Lương nông của Liên Hợp Quốc (FAO) nhân Ngày Thực phẩm Thế giới. "Cuộc khủng hoảng này đòi hỏi các chính phủ và các thành viên của cộng đồng quốc tế phải có những lựa chọn quyết liệt và hiệu quả. Được cung cấp thực phẩm không phải chỉ là một nhu cầu căn bản, đó là một quyền căn bản của các cá nhân và các dân tộc."
Biển Đức XVI thường lên tiếng về cuộc khủng hoảng, kêu gọi một trật tự tài chính thế giới mới được hướng dẫn bởi đạo đức và thúc giục thế giới đừng để cho những người nghèo nhất và dễ bị tổn thương nhất gánh chịu các hậu quả của cuộc suy thoái. Cuộc khủng hoảng "đặc biệt nghiêm trọng đối với thế giới nông nghiệp, nơi tình hình trở nên thê thảm. Nông nghiệp phải được cung cấp đầy đủ những khoản đầu tư và các tài nguyên". Viện trợ và đầu tư trong nông nghiệp đã giảm sút trong hai thập niên vừa qua, góp phần vào việc gia tăng nạn đói. Năm 2009, số người đói trên khắp thế giới lên tới 1,02 tỉ người giữa lúc giá thực phẩm cao và nền tài chính toàn cầu gặp khủng hoảng, theo cơ quan FAO, có trụ sở tại Roma.

### Ban hành Tông hiến về tín hữu Anh giáo
Ngày 20 tháng 10 năm 2009, Biển Đức XVI đưa ra một quyết định quan trọng nhằm tạo sự dễ dàng cho những người Anh giáo thất vọng vì tôn giáo của họ được cải sang đạo Công giáo. Hành động này được đưa ra trong bối cảnh nhiều năm gần đây, tín hữu thuộc cộng đồng Anh giáo (với khoảng 77 triệu tín đồ trên toàn thế giới) xảy ra những bất mãn về các vấn đề như: cho nữ giới được làm linh mục và giám mục đồng tính luyến ái. Trong khi cả hai bên đều nói rằng sự kiện này không ảnh hưởng đến cuộc thảo luận đại kết giữa hai giáo hội, có một điều dễ nhận thấy là sở dĩ có việc này vì ngày càng có nhiều người theo Anh giáo muốn bỏ đạo.
Biển Đức XVI phê chuẩn một văn kiện gọi là "Tông hiến", theo đó, Giáo hội Công giáo tiếp nhận người Anh giáo cải sang đạo Công giáo, qua hình thức cá nhân hay cả một nhóm, trong khi vẫn cho duy trì một số truyền thống riêng của Anh giáo. Điều này có lẽ đánh dấu một sự thay đổi rõ ràng và táo bạo nhất về mặt hiến pháp của Vatican để đón chào những người Anh giáo vào hàng ngũ giáo dân Công giáo kể từ khi Vua Henry VIII li giáo với Roma và tự phong mình là người đứng đầu Giáo hội Anh năm 1534.
Việc này cho phép sự bổ nhiệm những người chủ chăn, thường là các giám mục, đến từ hàng ngũ những cựu giáo sĩ Anh giáo không lập gia đình, để chăm nom các cộng đồng Anh giáo cải sang Công giáo và công nhận giáo hoàng là người lãnh đạo họ. Quyết định mới của Giáo hoàng sẽ không ảnh hưởng đến lệnh cấm các linh mục Công giáo lập gia đình. Tuy nhiên sẽ tiếp tục giữ truyền thống cho các tu sĩ Anh giáo có gia đình khi cải đạo tiếp tục duy trì đời sống gia đình của họ. Vatican nói quyết định được đưa ra để đáp ứng "rất nhiều lời thỉnh cầu đệ nạp đến Tòa Thánh từ các nhóm giáo sĩ Anh Giáo và tín đồ từ nhiều khu vực trên thế giới." Người cải đạo từ Anh giáo sang Công giáo nổi tiếng nhất trong thời gian cuối thập niên 2000 là cựu Thủ tướng Anh Tony Blair, trước khi ông rời khỏi chức thủ tướng năm 2007.

### Bị tấn công
Đã có vài vụ vi phạm an ninh dưới thời Biển Đức XVI, bắt đầu vào năm 2005. Vào năm 2007, một người đàn ông Đức nhảy qua một rào cản ở Quảng trường Thánh Phêrô giữa lúc chiếc xe jeep của giáo hoàng đi ngang trong một cuộc tiếp xúc với công chúng. Người đàn ông cố leo lên chiếc xe. Vụ tấn công nghiêm trọng nhất nhắm vào một vị giáo hoàng ở Vatican là vào năm 1981, khi một tay súng người Thổ Nhĩ Kỳ, Mehmet Ali Ağca, bắn và suýt giết chết Giáo hoàng Gioan Phaolô II tại quảng trường Thánh Phêrô.
Tối ngày 24 tháng 12 năm 2009, Biển Đức XVI trong lúc cử hành lễ vào đêm Giáng sinh bị một phụ nữ tên Susanna Maiolo (s. 1984) xông vào xô té. Maiolo, có hai quốc tịch Thụy Sĩ và Ý, không có vũ khí nhảy qua một rào cản ở giáo đường, lao vào giáo hoàng, nắm lấy áo lễ của ngài và làm ngài ngã xuống mặt sàn cẩm thạch, khi ngài đang tiến lên bàn thờ trong thánh lễ Vọng Giáng sinh. Linh mục Ciro Benedettini nói Giáo hoàng sau khi bị té, không bị thương tích gì, đứng lên tiếp tục cử hành lễ. Hồng y Roger Etchegaray cũng bị xô và phải vào bệnh viện khám. Theo linh mục Benedettini, người phụ nữ có vẻ bất ổn về tâm lý và bị cảnh sát Vatican bắt giữ.

### Giảng dạy

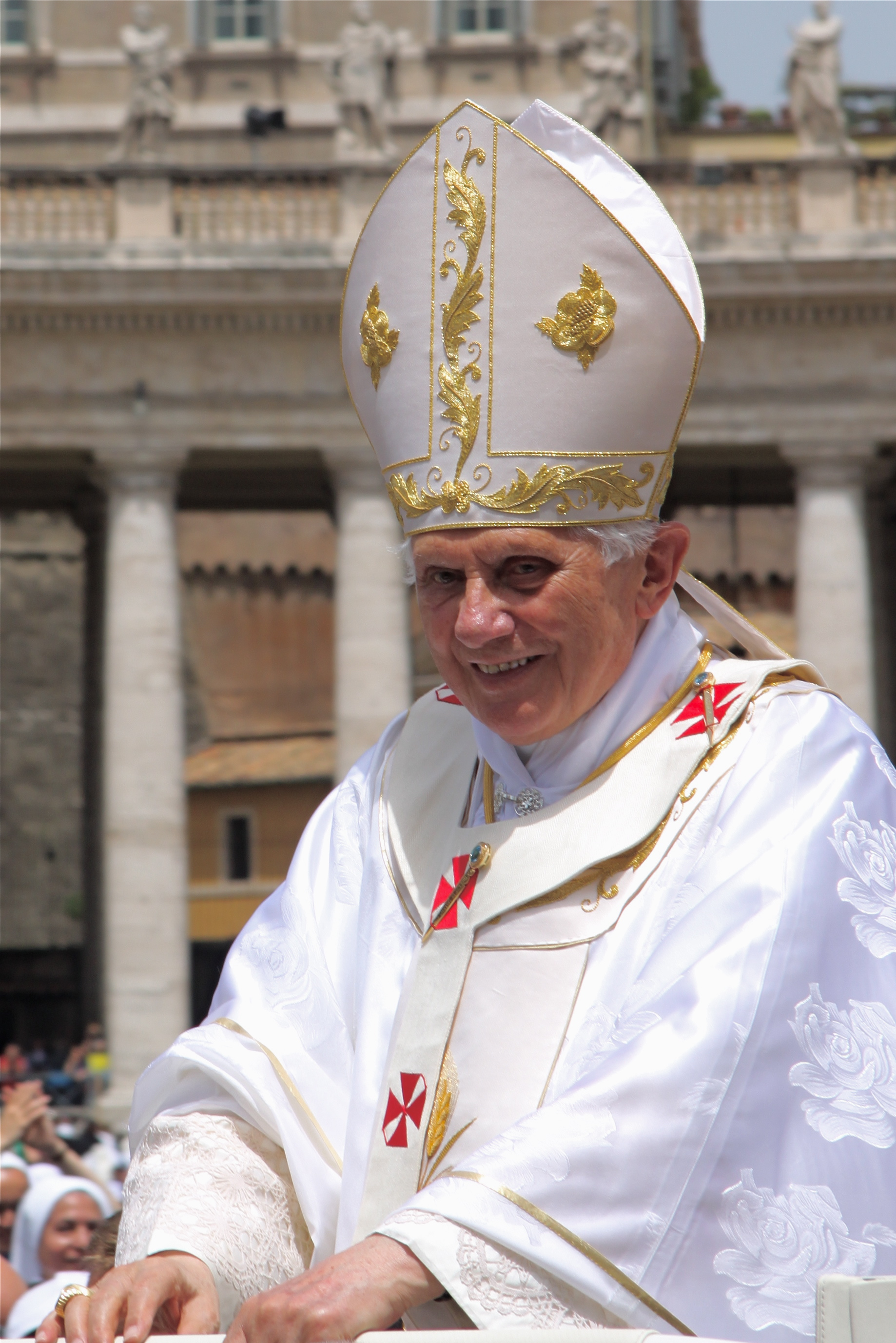
Giáo hoàng Biển Đức XVI

#### Kêu gọi từ bỏ bạo lực
Sáng Giáng sinh, 25 tháng 12 năm 2009, Biển Đức XVI kêu gọi thế giới từ bỏ bạo lực và trả thù, một ngày sau khi bị Susanna Maiolo xô ngã. Trong thông điệp truyền thống 'Urbi et Orbi' gửi thành phố và thế giới từ bạo lực trung tâm của Nhà thờ Thánh Phêrô, Biển Đức XVI thúc giục thế giới hãy tái khám phá sự giản dị của thông điệp Giáng sinh và đọc những lời chào mừng Giáng sinh bằng 65 ngôn ngữ. Giữa lúc Biển Đức XVI lên tiếng với hàng chục ngàn người tụ tập ở quảng trường phía dưới, Vatican vẫn lưu tâm tới biến cố tối ngày trước đó khi Maiolo xô ngã giáo hoàng.
Ngày 25 tháng 12 năm 2009, phát ngôn viên của Vatican, Cha Federico Lombardi, nói rằng không thể nào cung cấp an ninh tuyệt đối cho giáo hoàng bởi vì gần gũi với mọi người là một phần trong sứ mạng của ông. Trong thông diệp 'Urbi et Orbi', Biển Đức XVI nói thế giới ngày nay phải tái khám phá sự giản dị của thông điệp Giáng sinh. Mọi người nên từ bỏ mọi luận lý của bạo lực và trả thù và tham gia vào tiến trình đưa tới sự sống chung hòa bình với sức mạnh và lòng quảng đại mới. Ông nói trong khi thế giới hiện chìm đắm trong một cuộc khủng hoảng tài chính nghiêm trọng, nó cũng bị ảnh hưởng còn nhiều hơn bởi một cuộc khủng hoảng đạo đức, và bởi những vết thương đau đớn của những cuộc chiến tranh và xung đột.

#### Kêu gọi hòa bình trong thông điệp đầu năm
Ngày thứ sáu, 1 tháng 1 năm 2010, trong buổi thánh lễ ngày đầu Năm Mới theo truyền thống, Biển Đức XVI kêu gọi sự tôn trọng và khoan dung, tình yêu....:
"Hãy tôn trọng người khác, bất kể màu da, quốc tịch, ngôn ngữ, tôn giáo của họ. Quý vị sẽ cảm thấy niềm vui hòa bình trong tim, điều mà quý vị có thể đã quên bẵng từ lâu."
Ngày 1 tháng Giêng cũng là Ngày Hòa bình Thế giới của Giáo hội Thiên Chúa La Mã, và Giáo hoàng đưa ra một lời kêu gọi mọi nhóm vũ trang hãy "chấm dứt, suy ngẫm và từ bỏ đường lối bạo động," cho dù điều đó có vẻ không thể thực hiện được. Ông nói hòa bình khởi sự bằng sự thừa nhận rằng con người là anh em, không phải là kẻ thù của nhau. Biển Đức XVI nói trong một thánh lễ tại Giáo đường Thánh Phêrô trước đó trong ngày:
"Hòa bình khởi sự với một cái nhìn có tính cách tôn trọng, thừa nhận một con người qua khuôn mặt của một người khác, bất kể màu da, quốc tịch, ngôn ngữ hoặc tôn giáo. Giá trị của sự tôn trọng dành cho tất cả mọi người phải được dạy dỗ ngay từ nhỏ." 
Ghi nhận rằng các lớp học gồm những trẻ em thuộc nhiều gốc gác là điều thông thường, ông nói rằng "những khuôn mặt của chúng là một sự tiên tri về hình thức nhân loại mà chúng ta cần tạo ra: một đại gia đình các dân tộc." Biển Đức XVI đặt trẻ em, đặc biệt là những trẻ em bị tổn thương vì xung đột hoặc bị buộc phải rời khỏi nhà của chúng, làm trọng tâm trong lời kêu gọi hòa bình của ông. Những hình ảnh đau lòng của những trẻ em nạn nhân của chiến tranh và bạo động, những khuôn mặt của chúng "bị biến dạng vì đau đớn và tuyệt vọng," là một lời kêu gọi thầm lặng cho hòa bình, Đức Giáo hoàng nói. Trong những lời bình luận, Biển Đức XVI cũng lập lại lời kêu gọi bảo vệ môi trường, nói rằng sự thoái hóa của con người đưa tới sự thoái hóa của hành tinh.

### Bị cáo buộc bao che cho các tu sĩ loạn dâm
Sự kiện các linh mục loạn dâm, xâm hại nữ tín đồ hay trẻ em được cho là một đòn giáng nặng nề đối với triều đại của Giáo hoàng Biển Đức XIV, nó khiến cho di sản cá nhân của ông bị hoen ố vì những lời cáo buộc có dính líu đến việc che giấu tội lỗi của giới giáo chức. Người ta tố cáo Giáo hoàng Biển Đức XVI, trong thời kì đang trị vì và cả trong thời kỳ còn làm giám mục, đã nhúng tay vào việc che giấu các hành động loạn dâm của giới giáo sĩ, tạo nên một "bức tường im lặng" tại Vatican. Có ý kiến cáo buộc Ratzinger khi còn làm giám mục đã không báo cáo các hành động sai trái của thuộc cấp cho cảnh sát, và "bỏ qua" những đơn thư nhắc nhở và tố cáo mà thuộc cấp gửi cho mình, và rằng trong thời kỳ đứng đầu Thánh bộ Giáo lý Đức tin, Ratzinger hầu như không làm gì trước vấn nạn này cho đến khi Giáo hoàng Gioan Phaolô II đích thân yêu cầu phải xử lý rõ ràng vụ việc. Và khi điều tra vụ việc, trong một bức thư Ratzinger lại nhấn mạnh là các nhân viên điều tra của giáo hội có quyền giữ "tuyệt mật" theo giáo luật ấn tín Bí tích Hòa giải các bằng chứng liên quan đến nạn ấu dâm trong vòng 10 năm cho đến khi các nạn nhân đã trưởng thành.
Christopher Hitchens, trong một buổi nói chuyện với Bill Maher đã phát biểu:
| “                       | Điều duy nhất mà giáo hoàng quan tâm là "Việc đó có làm hại đến giáo hội hay không". Ông ta chỉ quan tâm đến giáo hội chứ không quan tâm đến đám trẻ nít bị hại. Còn cái tôi quan tâm đó là, ngài Tổng chưởng lý Winconsin sẽ làm gì đây? Phải chăng những giáo sĩ đó đứng trên luật pháp của chúng ta? Phải chăng giáo sĩ thì không chịu sự ràng buộc của pháp luật? Xin đừng gọi những vụ án đó là lạm dụng trẻ em. Nó là cưỡng hiếp và tra tấn trẻ em. | ” |
| — Christopher Hitchens, | |   |

Trong một bức thư gửi các Giám mục Công giáo, nhà thần học Hans Küng nói rằng cách hành xử của giáo hội về các sự vụ này đã gây ra cuộc khủng hoảng về khả năng lãnh đạo cũng như về đức tin trong Giáo hội, và tố cáo Giáo hoàng Biển Đức XVI từng dính líu đến việc bao che cho các linh mục tà dâm:
| “           | Sự thật không thể chối cãi đó là, cái hệ thống quy mô toàn cầu nhằm bao che tội ác loạn dâm của tu sĩ đã được xây dựng lên bởi Thánh bộ Đức tin dưới thời kỳ nắm quyền của Hồng y Ratzinger (1981-2005). Trong triều đại của Giáo hoàng Gioan Phaolô II, Thánh bộ Đức tin đã xử lý các vụ việc này với nguyên tắc là "im lặng tuyệt đối". Chính bản thân Ratzinger vào ngày 18 tháng 5 năm 2001 đã ra một văn bản chỉ thị cho các giám mục về cách thức xử lý các tội ác nghiêm trọng (epistula de delictis gravioribus), trong đó các vụ án lạm dụng tình dục phải được xử lý một cách tuyệt đối bí mật (secretum pontificium), ai không làm đúng như thế sẽ bị trừng phạt nghiêm khắc. Vì vậy, với "lý do hợp lý", dưới sự quản lý của Ratzinger, nhiều người chỉ phải chịu hình phạt sám hối. | ” |
| — Hans Küng | |   |

Nhà thần kinh học Sam Harris cũng tố cáo giáo hoàng có dính líu đến việc bao che các tu sĩ phạm lỗi:
| “             | Các bằng chứng cho thấy việc hành hạ đám trẻ bị che giấu và dung dưỡng bởi những quan chức các cấp của Giáo hội Công giáo, bao hàm cả ông giáo hoàng hiện tại. Trong thời kỳ còn là hồng y, Giáo hoàng Biển Đức XVI là người trực tiếp chỉ đạo việc xử lý vấn nạn loạn dâm trong Nhà thờ. Ông ta đã làm gì khi biết rằng thuộc cấp của mình hiếp dâm hàng nghìn trẻ em? Những phản ánh kéo dài và tuyệt vọng về vấn nạn loạn dâm đã bị bỏ mặc, nhân chứng bị ép buộc phải giữ im lặng, giáo sĩ được tôn vinh vì hành động coi thường luật pháp, hung thủ chỉ được thuyên chuyển đến nơi khác để rồi chúng tiếp tục làm bậy ở giáo phận mới. | ” |
| — Sam Harris, | |   |

Linh mục Lombardi, phát ngôn viên chính thức của Vatican nhấn mạnh rằng nạn ấu dâm không chỉ xảy ra trong phạm vi giáo hội. Và song song với đó, Tòa thánh Vatican đã lên tiếng đả kích điều mà họ gọi là những mưu toan nhằm nối kết Giáo hoàng Biển Đức XVI với một vụ tai tiếng ngày càng lan rộng về những linh mục xâm hại tính dục trẻ em ở Đức. Linh mục Lombardi phủ nhận những gợi ý cho rằng Giáo hội Công giáo tìm cách che đậy những vụ bê bối của các linh mục.
Sau khi làm Giáo hoàng, Biển Đức XVI đã một số lần công khai chỉ trích nạn linh mục loạn dâm. Ông nhiều lần phát biểu hoặc viết thư xin lỗi về những hành vi sai trái do các linh mục gây ra, thăm hỏi các nạn nhân, và kêu gọi giáo hội mạnh tay với vấn nạn chức sắc làm bậy. Tuy nhiên, có ý kiến cho rằng các thái độ ấy là không đủ, và đó chỉ là các hành vi đầu môi chót lưỡi, không thật lòng, và tìm cách tránh né chuyện bao che linh mục loạn dâm.

### Trích dẫn gây động chạm cộng đồng Hồi giáo
Trong một buổi thuyết giảng đức tin tại Đại học Regensburg, Đức vào năm 2006, Biển Đức XVI đã trích dẫn một số lời nói của hoàng đế Đông La Mã Manuel II Palaiologos, trong đó có câu "Hãy minh chứng cho tôi những gì mới mẻ mà đấng Muhammad mang lại và ở đó các ngươi sẽ chỉ thấy những điều xấu xa và vô nhân đạo, chẳng hạn như thói rao giảng đức tin bằng gươm giáo." Sau đó giáo hoàng bình luận thêm về bạo lực "là không phù hợp với bản chất của Chúa Trời và của linh hồn", nhưng cũng giải thích rằng "Ý định của tôi ở đây không phải là lật lại vụ việc hay là chỉ trích mang tính tiêu cực, mà là mở rộng khái niệm của chúng ta về lý luận và các ứng dụng của nó." Ông cũng nhấn mạnh trong bài diễn văn rằng, câu nói đó là trích dẫn chứ không phải là câu nói do giáo hoàng tự đặt ra.
Việc trích dẫn câu nói này của vua Đông La Mã đã khiến nhiều người Hồi giáo phẫn nộ. Quốc hội Pakistan đã thông qua quyết định lên án hành động này và đại sứ Vatican tại Pakistan đã bị triệu tập để "làm việc". Người đứng đầu nhóm Huynh đệ Hồi giáo Mohammed Mahdi Akef cáo buộc phát biểu của Giáo hoàng đã kích động sự giận dữ trên toàn thế giới Hồi giáo và không thể hiện sự hiểu biết đúng đắn về tôn giáo này. Salih Kapusuz, phó Bí thư Đảng Công lý và Phát triển (Thổ Nhĩ Kỳ) còn đi xa hơn khi so sánh Biển Đức XVI với Hitler và Mussolini. Thủ tướng Palestine Ismail Haniya cũng chỉ trích dữ dội hành động này của giáo hoàng, cho rằng giáo hoàng đã nói sai sự thật và lăng mạ lịch sử đạo Hồi. Ayatollah Mohammed Hussein Fadlallah, người đứng đầu phái Shia ở Liban, yêu cầu giáo hoàng nên trực tiếp xin lỗi trước công luận chứ không nên gửi lời xin lỗi gián tiếp thông qua các kênh truyền thông khác. Tổ chức Hội nghị Hồi giáo bày tỏ sự lo ngại trước phát biểu của giáo hoàng, coi việc trích dẫn này là hành động "ám sát cá nhân" đối với nhà tiên tri Muhammad và kêu gọi Ủy ban Nhân quyền Liên Hợp Quốc lên tiếng về sự kiện này.
| “                     | Giáo hoàng đáng ra phải tự chỉ trích quá khứ bạo lực của đạo Kitô trước khi bình phẩm các tôn giáo khác. | ” |
| — John Lin, Illinois, | |   |

Trước các phản ứng này, giáo hoàng và tòa thánh Vatican nhận định rằng công luận đã hiểu nhầm ý của giáo hoàng trong các phát biểu này, cụ thể ý kiến của giáo hoàng là phản đối bạo lực phát sinh từ tôn giáo chứ không phải chỉ trích một tôn giáo cụ thể nào.
| “                                                        | "Chắc chắn giáo hoàng không có ý định mở một cuộc thẩm vấn khắt khe về "thánh chiến" hay về quan niệm của người Hồi giáo về việc này, và càng không có ý định xúc phạm đến sự nhạy cảm của các tín đồ Hồi giáo. Rõ ràng, ý định của giáo hoàng là bồi đắp sự tôn trọng và đối thoại đối với các tôn giáo và nền văn hóa khác, trong đó có Hồi giáo. | ” |
| — Ferderico Lombardi, người phát ngôn chính của Vatican, | |   |

| “    | "Nhận xét của Giáo hoàng Biển Đức có thể bị đem ra ngoài ngữ cảnh, nhưng chúng không phải là sự lầm lẫn. Trái lại, nó bắt nguồn từ suy tư của ngài về Hồi giáo và Phương Tây trong vòng một năm rưỡi kể từ khi ngài trở thành giáo hoàng. Chắc chắn giáo hoàng không có ý định mở một cuộc thẩm tra toàn diện về thánh chiến và về tư tưởng Hồi giáo và càng không hề có ý xúc phạm sự tế nhị của đức tin Hồi giáo. Ngược lại, ý nghĩa trong bài thuyết giảng của Giáo hoàng là một lời cảnh báo đến văn hóa Phương Tây nhằm tránh tư tưởng coi khinh Chúa Trời và sự hoài nghi bao hàm việc nhạo báng sự thánh thiêng với tư cách là một hành động tự do." | ” |
| — ., | |   |

Một số ý kiến khác cũng bày tỏ sự thông cảm đối với Giáo hoàng. Thủ tướng Úc John Howard cho rằng phản ứng của giới Hồi giáo là "không phù hợp". Thủ tướng Đức Angela Merkel cũng đồng ý là những người chỉ trích đã hiểu nhầm ý của giáo hoàng Tổng thống Indonesia Susilo Bambang Yudhoyono mặc dù chỉ trích giáo hoàng nhưng đã kêu gọi cộng đồng Hồi giáo phải kiềm chế và hành xử khôn ngoan.
Xem nguyên văn bài phát biểu của Giáo hoàng Biển Đức XVI tại Đại học Regensburg

### Phát biểu gây tranh cãi về quá trình cải đạo Kitô ở châu Mỹ
Trong chuyến tông du ở Nam Mỹ, Giáo hoàng Biển Đức XVI lại khiến công chúng giận dữ khi phát biểu rằng cộng đồng dân bản địa từ lâu đã có một niềm khao khát lặng lẽ đối với đạo Kitô du nhập vào bởi các thực dân phương Tây và từ lâu đã kiếm tìm Thiên Chúa nhưng không nhận thức được việc đó. Trong bài phát biểu ngày 13 tháng 5 năm 2007 trước các giám mục tại vùng Mỹ La Tinh, Giáo hoàng đã nói là việc cải đạo ở Nam Mỹ không phải là quá trình xâm lược mà giúp thanh tẩy và làm đơm hoa kết trái nền văn hóa bản địa.
| “               | Sự tuyên cáo về Giêsu và Phúc âm của Người không bao giờ bao hàm những yếu tố ngoại lai so với nền văn hóa tiền Columbus, và cũng không phải là sự áp đặt nền văn hóa ngoại lai. | ” |
| — Biển Đức XVI, | |   |

Phát biểu này ngay lập tức làm nổi sóng dư luận. Trong một bài phát biểu trên truyền hình, Tổng thống Venezuela Hugo Chávez đã yêu cầu giáo hoàng xin lỗi:
| “              | Làm thế nào mà ông ta dám nói là việc truyền bá Phúc âm không phải là áp đặt, khi mà họ đến đây mang vũ khí trong tay và bước vào nơi này với máu, chì và lửa ? Xương cốt của những liệt sĩ người bản xứ vẫn còn đang cháy đây này. | ” |
| — Hugo Chávez, | |   |

Cộng đồng người bản xứ Nam Mỹ cũng chỉ trích dữ dội phát biểu của giáo hoàng. Các tổ chức của người da đỏ Brasil nhận xét câu nói của giáo hoàng là "kiêu ngạo, bất kính, mang tính xúc phạm và đáng kinh hãi". Một phát ngôn viên của họ cáo buộc rằng giáo hoàng đang cố ý biện hộ cho các "hành động bẩn thỉu" của giới thực dân, và phát ngôn viên của Hội đồng Truyền giáo Người Da đỏ Brasil cho rằng giáo hoàng "cúp học mất mấy buổi về lịch sử". Một tổ chức của người bản địa Ecuador mỉa mai: "Những đại diện của Giáo hội Công giáo trong thời gian đó - ngoại trừ một số trường hợp ngoại lệ là ngay thẳng chính trực - đã đồng lõa, bao che và hưởng lợi từ một trong những cuộc diệt chủng tồi tệ nhất của nhân loại." Tổ chức của người da đỏ tại Peru thì cho rằng đáng ra giáo hoàng phải biết "cái gọi là truyền bá Phúc Âm thật là bạo lực" và "những tín ngưỡng không phải Công giáo đã bị bách hại và đàn áp dã man."
Nhiều nhà bình luận cho rằng, vụ việc này có gì đó giống như những phát ngôn lỡ lời của giáo hoàng về đức tin Hồi giáo vào năm 2006, và những phát ngôn mang tính khiêu khích tái đi tái lại cho thấy sự thiếu nhạy cảm của Biển Đức XVI trước các vấn đề này. Ví dụ, John L. Allen Jr., nhà phân tích của cơ quan thông tấn của Công giáo National Catholic Reporter đã nhận định:
| “                    | Mặc dù sở hữu một đầu óc phân tích tốt, Biển Đức khá là chậm hiểu về những tác động của lời nói của mình đối với những người không có chung nền tảng văn hóa và tri thức với ông. | ” |
| — John L. Allen Jr., | |   |

Suốt hai tuần, Vatican im lặng trước những chỉ trích. Sau cùng, trong một bài phát biểu bằng tiếng Ý, Giáo hoàng Biển Đức XVI cũng đề cập đến các tội ác do chế độ thực dân gây ra tại khu vực này:
| “               | Chúng ta thật sự không thể quên lãng sự đau khổ và bất công gây ra bởi những kẻ thực dân đối với cộng đồng dân cư bản địa, những người mà quyền lợi cơ bản của họ thường xuyên bị chà đạp... Tuy nhiên, trong khi chúng ta không thể bỏ qua những đau khổ và bất công gắn liền với quá trình thực dân hóa, Tin mừng Phúc âm thật sự đã và sẽ tiếp tục thể hiện bản sắc của người dân bản địa trong vùng. | ” |
| — Biển Đức XVI, | |   |

Nhận định về lời "xin lỗi" của giáo hoàng, Giáo sư Robert J. Miller của trường Luật Lewis & Clark đã viết:
| “                   | Tình hình này gần như y hệt so với nhận xét của giáo hoàng hồi năm ngoái vốn khiến người Hồi giáo nổi giận, khi ông ta miêu tả đạo Hồi là một tôn giáo đầy bạo lực. Ông ta xin lỗi người Hồi về những tổn thương mà nhận xét của mình gây ra nhưng không hề xin lỗi về sự đúng sai của những nhận xét đó. Rõ ràng là còn lâu thì ông giáo hoàng này mới hiểu được sự thật về quá trình thực dân hóa và sự cưỡng bách cải đạo đối với người dân châu Mỹ. | ” |
| — Robert J. Miller, | |   |

### Phát biểu gây tranh cãi về vai trò của bao cao su trong bệnh AIDS
Trong một chuyến tông du sang châu Phi vào tháng 3 năm 2009, tại Cameroon Giáo hoàng Biển Đức XVI đã có một phát biểu gây tranh cãi về tác dụng của bao cao su. Ông cho rằng bao cao su có thể có tác dụng tiêu cực đến tình hình diễn tiến bệnh AIDS tại khu vực này và việc ngăn ngừa bệnh AIDS chỉ có thể thực hiện bởi việc tiết chế sắc dục:
| “               | Đây là một bi kịch không thể khắc phục chỉ bởi tiền, bởi sự phân phát bao cao su, trái lại việc này càng làm vấn đề trở nên tồi tệ hơn. | ” |
| — Biển Đức XVI, | |   |

Đây cũng là lần đầu tiên trong một cuộc giao tiếp với báo giới, giáo hoàng đã sử dụng thuật ngữ "bao cao su".
Phát biểu của giáo hoàng đã nhận được sự chỉ trích dữ dội từ nhiều phía, trong đó có các chính trị gia cánh tả, các chuyên gia y tế, những nhà hoạt động chống lại bệnh AIDS và đấu tranh cho người đồng tính luyến ái. Rebbeca Hodes, Giám đốc về sách lược Treatment Action Campaign in South Africa cho rằng "đối với giáo hoàng, tín điều tôn giáo quan trọng hơn sinh mạng người dân châu Phi." Trong một bài xã luận trên tạp chí y khoa Lancet, câu nói của giáo hoàng bị cho là "nguy hại đối với hàng triệu sinh mạng trên thế giới." Một bài xã luận khác của tờ báo The New York Times cho rằng mặc dù giáo hoàng có toàn quyền phản đối việc dùng bao cao su theo nguyên lý đạo đức của giáo hội, "ông ta không có tư cách gì để bóp méo những khám phá khoa học về giá trị của bao cao su trong việc làm chậm quá trình lây lan bệnh AIDS.".
| “                     | Vế đầu của giáo hoàng hoàn toàn đúng. Chỉ một mình bao cao su không thể ngăn chặn sự lây lan của virut HIV, tác nhân của bệnh AIDS. (...) Nhưng vế sau là sai bét. Không có bằng chứng nào cho thấy sử dụng bao cao su làm trầm trọng thêm bệnh dịch và khá nhiều bằng chứng cho thấy bao cao su dù không phải là phương pháp trị bách bệnh vẫn có thể hữu dụng trong nhiều trường hợp. | ” |
| — The New York Times, | |   |

Đặc biệt, trong một buổi phát biểu tại Đại học Valencia nhà sinh học nổi tiếng Richard Dawkins đã đi xa hơn khi nhận xét về câu nói của Giáo hoàng là "ngu đần":
| “                  | Tôi tự hỏi rằng dựa trên cái gì mà một người có thể phán rằng bao cao su làm bệnh AIDS trở nên tồi tệ. Giáo hoàng chắc là đã trở nên ngu đần, dốt nát, hay mù mờ. Nếu người ta thật sự tin theo những gì giáo hoàng nói, ông ta sẽ chịu trách nhiệm cho cái chết của hàng ngàn hay thậm chí hàng triệu người. | ” |
| — Richard Dawkins, | |   |

Một số chuyên gia và nhà khoa học khác thì lại có quan điểm đồng ý với ý kiến của giáo hoàng, tỉ như Edward C. Green, Giám đốc của Dự án Nghiên cứu Phòng ngừa AIDS tại Đại học Havard. Theo Green, mặc dù trên lý thuyết bao cao su có thể được áp dụng rộng rãi với hiệu quả cao nhưng kết quả khảo sát cho thấy điều đó không hợp lý trong hoàn cảnh ở châu Phi, và phương pháp quan trọng nhất chính là phá bỏ thói quen có nhiều bạn tình hay quan hệ tình dục tập thể, theo đuổi lối sống một vợ một chồng. Theo thông cáo chính thức của Vatican, thì câu nói của giáo hoàng cần được hiểu theo nghĩa là, bao cao su sẽ có khả năng khuyến khích người dân thực hiện các "hành vi nguy hiểm". Ngoài ra, trong một buổi phỏng vấn diễn ra vào ngày 17 tháng 3 trong chuyến tông du, Giáo hoàng Biển Đức XVI đã cải chính về phát biểu của mình:
| “               | Nếu không có tác nhân con người, nếu như người dân châu Phi không tự mình giúp đỡ bằng những hành động có trách nhiệm, thì vấn đề sẽ không thể được giải quyết chỉ bởi sự phân phối bao cao su; trái lại nó sẽ trở nên nghiêm trọng hơn. | ” |
| — Biển Đức XVI, | |   |

Trong các phát ngôn sau đó, Biển Đức XVI cho rằng mặc dù Tòa thánh và Giáo hội vẫn "cơ bản chống lại việc dùng bao cao su" và không xem nó là "giải pháp đích thực", nhưng nó vẫn được chấp nhận trong một số trường hợp như là bước chuyển tiếp đầu tiên trong quá trình tiến tới một phương pháp khác đạo đức hơn để ngăn ngừa việc lây nhiễm bệnh AIDS.

## Thoái vị
Biển Đức XVI rời bỏ chức vụ Giáo hoàng kể từ lúc 20 giờ thứ năm, ngày 28 tháng 2 năm 2013.
Trong công nghị lúc 11 giờ sáng ngày 11 tháng 2 năm 2013, trước sự hiện diện của các hồng y và giám mục, ông tuyên bố:
| “ | Anh em rất thân mến. Tôi triệu tập anh em đến dự Công nghị này không phải để chỉ nói về 3 cuộc phong thánh, nhưng còn để thông báo cho anh em một quyết định rất quan trọng đối với đời sống Giáo hội. Sau khi nhiều lần xét mình trước mặt Thiên Chúa, tôi đã đi tới sự chắc chắn rằng sức lực của tôi, vì tuổi cao, không còn thích hợp nữa để thi hành sứ vụ Phêrô một cách thích đáng nữa. Tôi ý thức rõ sứ vụ này, do yếu tính thiêng liêng, phải được chu toàn không những bằng hoạt động và bằng lời nói, những còn bằng đau khổ và cầu nguyện. Tuy nhiên, trong thế giới ngày nay, đang chịu những biến chuyển mau lẹ và bị dao động vì những vấn đề có tầm quan trọng lớn đối với đời sống đức tin, để cai quản con thuyền của Thánh Phêrô và loan báo Tin Mừng, cần có nghị lực cả thể xác lẫn tâm hồn, nghị lực mà trong những tháng gần đây bị suy giảm nơi tôi đến độ tôi phải nhìn nhận mình không có khả năng thi hành tốt sứ mạng đã được trao phó cho tôi. Vì thế, với ý thức rõ ràng về hành vi hệ trọng này, với tự do hoàn toàn, tôi tuyên bố từ bỏ sứ vụ Giám mục Roma, người kế vị Thánh Phêrô, được ủy thác cho tôi do tay các hồng y ngày 19 tháng 4 năm 2005, để từ ngày 28 tháng 2 năm 2013 sắp tới, Tòa Roma, Tòa Thánh Phêrô sẽ trống tòa từ lúc 20 giờ và những ai có thẩm quyền cần phải triệu tập Mật Nghị Hồng y để bầu vị giáo hoàng mới. Anh em rất thân mến, tôi chân thành cảm ơn anh em vì tất cả lòng quý mến và công việc mà anh em đã cùng mang gánh nặng sứ vụ của tôi, và tôi xin lỗi vì tất cả những thiếu sót của tôi. Giờ đây, chúng ta hãy phó thác Hội Thánh cho vị Mục Tử Tối cao, là Đức Giêsu Kitô Chúa chúng ta, và cầu xin Mẹ Maria của Ngài, với lòng từ mẫu xin Mẹ trợ giúp các Hồng y trong việc bầu vị giáo hoàng mới. Về phần tôi, cả trong tương lai, tôi muốn hết lòng phục vụ Hội Thánh của Thiên Chúa bằng cuộc sống dành trọn cho việc cầu nguyện. | ” |

Sau khi từ nhiệm, theo thông cáo của giáo hội, Biển Đức XVI vẫn giữ tông hiệu giáo hoàng hơn là sử dụng tên khai sinh của mình, Joseph Aloisius Ratzinger. Ông cũng được gọi là Giáo hoàng Benedict XVI, Giáo hoàng danh dự. Ông vẫn mặc bộ áo choàng màu trắng truyền thống của Giáo hoàng, nhưng sẽ không có dải băng đeo qua vai hay áo choàng ngắn. Giáo hoàng Biển Đức XVI cũng sẽ không sử dụng đôi giày màu đỏ nữa mà thay vào đó là đôi giày màu nâu. Giáo hoàng cũng sẽ từ bỏ chiếc nhẫn vàng, hay còn được gọi là chiếc Nhẫn Ngư phủ, vốn tượng trưng cho quyền lực của giáo hoàng, và ấn tín của ông sẽ được tiêu hủy giống như khi một giáo hoàng qua đời, để tránh bị lợi dụng trong các văn bản về sau. Tuy vậy, thay vì tiếp tục được gọi là "Đức giáo hoàng Biển Đức XVI", thì chính ông cho biết rằng kể từ khi từ nhiệm thì ông đã muốn trở về với chức vụ linh mục cội rễ của mình và muốn được gọi đơn giản là "Cha Biển Đức". Ông giải thích: lý do tối thiểu cho việc danh xưng mới của ông đơn giản chỉ là "Cha" thay vì "Đức giáo hoàng danh dự" hay "Đức giáo hoàng Biển Đức XVI" là tạo nhiều không gian giữa ông và vai trò của vị giáo hoàng, để không có một sự bối rối nào đối với vị "giáo hoàng thực thụ" (là Giáo hoàng Phanxicô).
Theo phát ngôn viên của Vatican, ngày đầu tiên sau khi từ nhiệm giáo hoàng sẽ cùng với Tổng Giám mục Georg Gänswein tham gia một số hoạt động như là đi bộ trong vườn thánh và theo dõi tin tức ở Rome. Ông sẽ chuyển về tu viện Mater Ecclesiae ở thành phố Vatican làm nơi ở lúc nghỉ hưu.
Thông cáo chính thức của giáo hoàng và Vatican cho thấy Biển Đức XVI từ nhiệm vì lý do sức khỏe kém và tuổi cao. Tuy nhiên có những ý kiến cho rằng chính sức ép từ vụ Vatileaks và những tranh chấp quyền lực quyết liệt trong nội bộ Vatican là nguyên nhân của việc này. Báo La Repubblica khẳng định rằng Biển Đức XVI từ chức vì mệt mỏi trước công việc xử lý những hồ sơ đồ sộ liên quan đến các vụ rắc rối và bê bối trong hàng ngũ giáo sĩ Công giáo. Thật ra, ngay từ khi vụ Vatileaks mới nổ ra đã có tin đồn râm ran là giáo hoàng sẽ từ chức, mặc dù tin đồn này về sau đã lắng xuống sau một số biện pháp chấn chỉnh của Vatican. Có nguồn tin cho rằng sức khỏe của Giáo hoàng Biển Đức XVI tốt hơn rất nhiều so với Giáo hoàng Gioan Phaolô II lúc cuối đời, và việc từ chức đột ngột như vậy dễ khiến công luận hoài nghi về một lý do bí ẩn đằng sau hậu trường. Một số ý kiến khác thì khẳng định Vatileaks không phải là nguyên nhân chính của quyết định từ nhiệm này, mà thật sự sức khỏe của giáo hoàng thời điểm đó đã rất suy kiệt và khó có thể tiếp tục đảm đương công việc. Ông Geogr Ratzinger, anh trai của Giáo hoàng, đã nhận định rằng những khó khăn và thách thức trong những năm cầm quyền thật sự đã bào mòn sức khỏe của giáo hoàng rất nhiều.
Việc Biển Đức XVI chủ động từ chức cũng được cho là dấu hiệu cho thấy sẽ có những thay đổi và cải cách trong bộ máy cầm quyền Vatican, khi trước đó truyền thống của giáo hội là bầu cử các giáo hoàng cao tuổi và giáo hoàng thường tại nhiệm đến hết đời. Nó cũng được cho là một sự kiện có ảnh hưởng lớn, khi giáo hoàng ra đi để lại một Giáo hội Công giáo đang vật lộn với các vụ bê bối tình dục của giới Giáo sĩ, việc đối phó với các tổ chức Hồi giáo cực đoan và một thế giới Tây phương càng ngày càng thế tục hơn.

## Qua đời và tang lễ

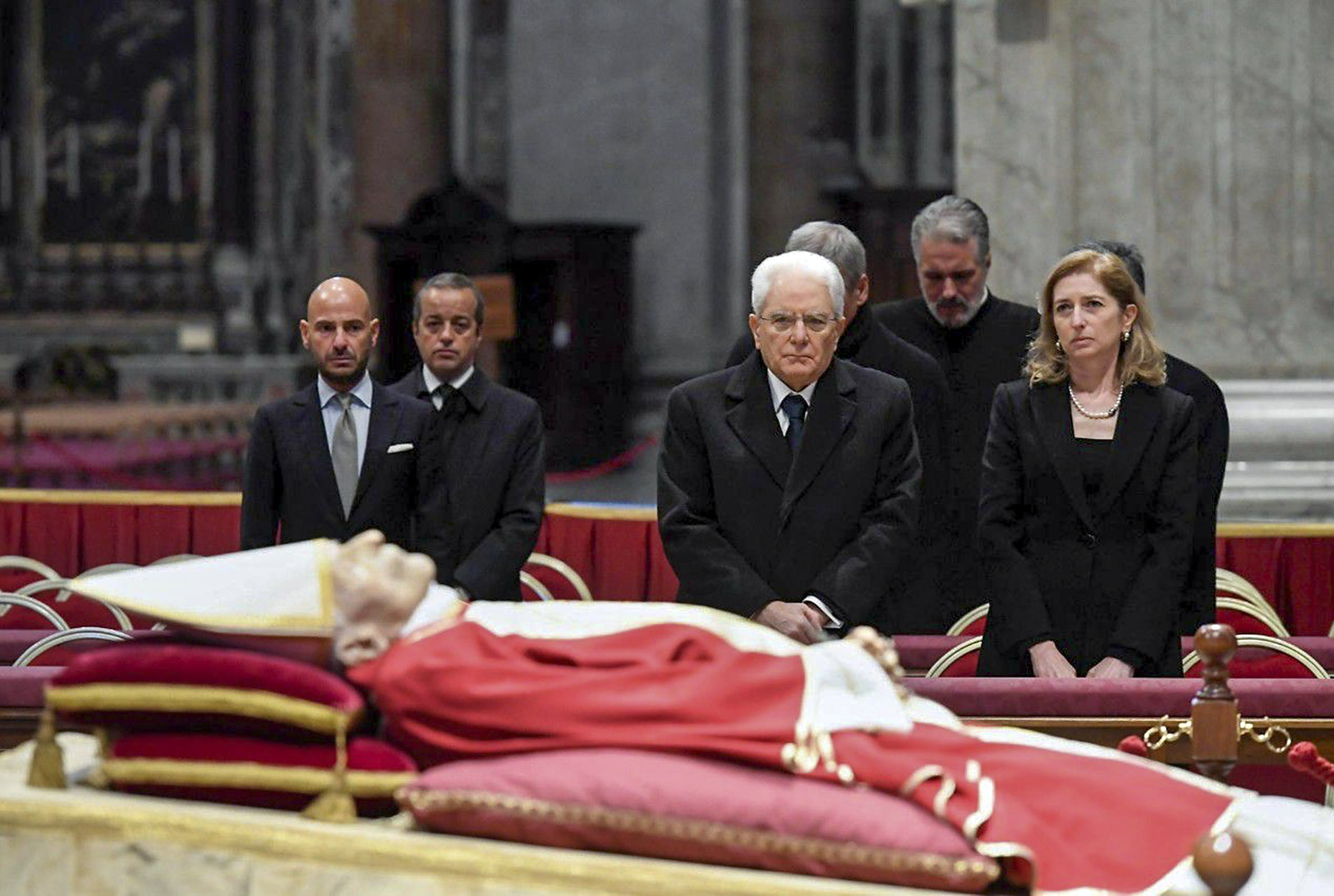
Tổng thống Ý Sergio Mattarella viếng thi hài của Đức Benedict XVI tại Vương cung thánh đường Thánh Phêrô

Vào ngày 28 tháng 12 năm 2022, Đức Giáo hoàng Phanxicô nói khi kết thúc buổi tiếp kiến rằng Đức Bênêđíctô "bị bệnh nặng" và cầu xin Thiên Chúa "an ủi và hỗ trợ ngài trong chứng tá tình yêu dành cho Giáo hội cho đến cùng". Cùng ngày, Matteo Bruni, giám đốc Văn phòng Báo chí Tòa thánh, tuyên bố rằng "trong vài giờ qua, sức khỏe của Benedict đã trở nên trầm trọng hơn do tuổi cao" và ông đang được chăm sóc y tế. Bruni cũng nói rằng Đức Phanxicô đã đến thăm Đức Benedict tại Tu viện Mater Ecclesiae sau buổi tiếp kiến.
Nguyên Giáo hoàng Biển Đức XVI đã qua đời vào lúc 9 giờ 34 phút sáng 31 tháng 12 năm 2022 (giờ địa phương) tại đan viện Mater Ecclesiae ở Vatican ở tuổi 95, theo thông báo cùng ngày của Vatican.
Từ ngày 2 đến ngày 4 tháng 1 năm 2023, thi hài của Đức Benedict được quàn tại Vương cung thánh đường Thánh Phêrô, trong đó có khoảng 195.000 người đến viếng. Tang lễ và thánh lễ an táng của ông diễn ra vào ngày 5 tháng 1 năm 2023 tại Quảng trường Thánh Phêrô lúc 9:30 sáng, do Giáo hoàng Phanxicô chủ trì và được cử hành bởi Hồng y Giovanni Battista Re. Đây là lần đầu tiên kể từ năm 1802, một vị Giáo hoàng chủ sự lễ tang của vị tiền nhiệm. Tang lễ ước tính có khoảng 50.000 người tham dự. Một số người tham dự giơ các tấm biển đọc hoặc hét lên "Santo subito", kêu gọi nâng ngài lên Thánh nhân, một tiếng kêu đã được nghe trước đó tại Tang lễ của Giáo hoàng Gioan Phaolô II. Benedict được an táng trong hầm mộ bên dưới Vương cung thánh đường Thánh Phêrô, trong một ngôi mộ đã từng được an táng John Paul II và John XXIII trước đó. Ngôi mộ đã được mở ra mắt công chúng vào ngày 8 tháng 1 năm 2023.

## Sách ấn bản
Trong cuốn sách „Letzte Gespräche" (Những buổi nói chuyện cuối cùng) phát hành ngày 9.9.2016 Giáo hoàng Biển Đức XVI chỉ trích nhà thờ Đức, rằng có quá nhiều người làm việc cho nhà thờ, xem họ là thành viên một công đoàn đối với nhà thờ (như là một công ty) làm cho nó thiếu tinh thần linh động. Nội dung cuốn sách là những cuộc phỏng vấn với nhà báo Peter Seewald được giáo hoàng đương nhiệm Phanxicô đồng ý cho ấn bản. Trong cuốn sách Giáo hoàng Biển Đức XVI cũng khen ngợi giáo hoàng đương nhiệm trong vấn đề giao tiếp với công chúng. Ông cũng phủ nhận đã từ chức vì sự cố Vatileaks và cho là nó đã được giải quyết hoàn toàn. Về vấn đề không ưa thích, bè phái và việc tham danh vọng trong Vatican, giáo hoàng cho là nhiều người đã hiến thân và có lòng tốt, và dĩ nhiên là cũng có "các con cá ươn trong lưới". Về nhóm lợi ích đồng tình luyến ái ở Vatican ông cho là chỉ có bốn, năm người và đã bị giải tán. Về vấn đề ấu dâm của các linh mục, ông bày tỏ sự hối tiếc là không thể làm sạch được việc này. Tuy nhiên ông đã cho hàng trăm linh mục ấu dâm nghỉ việc.

### Peter Seewald nói về Giáo hoàng Biển Đức XVI
Peter Seewald, người phỏng vấn Giáo hoàng Biển Đức XVI, từng là một người cộng sản chân chính, đã từng cho phát hành hai cuốn sách khác về các cuộc phỏng vấn Giáo hoàng Biển Đức XVI với tựa là Salz der Erde, Licht der Welt (Muối của trái đất, ánh sáng thế giới) và Gott und die Welt (Thượng đế và thế giới). Những cuộc phỏng vấn cho cuốn sách „Letzte Gespräche" không được định phát hành khi giáo hoàng còn sống mà để làm tài liệu cho cuốn sách về tiểu sử của ông sau này.
Theo Seewald, giáo hoàng hiện sống trong chủng viện thuộc vườn của Vatican với bà phước Camilla, người săn sóc cho ông và hồng y Gänswein (60 tuổi). Giáo hoàng hiện đã yếu, đi cần xe đẩy, ông mỗi ngày cần phải xem chương trình tin tức Ý, anh em ông có lần nói là ông ghiền xem tin tức. Giáo hoàng Biển Đức XVI không nghĩ là Jorge Mario Bergoglios được bầu làm giáo hoàng thay thế mình. Trong khi giáo hoàng mới Phanxicô gọi điện thoại loan báo, thì Giáo hoàng Biển Đức lại ngồi ngóng đợi tin trước đài truyền hình nên không nghe được cú điện thoại.
Giáo hoàng tiết lộ trong các cuộc nói chuyện là ông đã từng yêu tha thiết. Sau chiến tranh thế giới thứ hai, phụ nữ cũng được theo học thần học Công giáo, Giáo hoàng lúc đó là một chàng trai trẻ, đẹp trai, thông minh, yêu chuộng nghệ thuật, thích làm thơ, đọc sách như của Hermann Hesse. Một trong những người cùng học kể lại, ông có ảnh hưởng tới phụ nữ và ngược lại cũng vậy. Cho nên việc quyết định sống độc thân không phải là một chuyện dễ dàng.

### Phê bình
Daniel Deckers, trong ban biên tập chính trị tờ FAZ cho đó là việc đáng tiếc về bày tỏ có vẻ cay đắng của giáo hoàng với nhà thờ Đức, mà sẽ bị nhóm chống lại việc có mặt nhiệt tình của nhà thờ trong xã hội lợi dụng. Theo Deckers trong thập niên 1980 không có linh mục nào trong nhà thờ có thể trở thành giám mục mà không có sự chấp thuận của Giáo hoàng Biển Đức XVI.